# Jerdon-pálmasodró

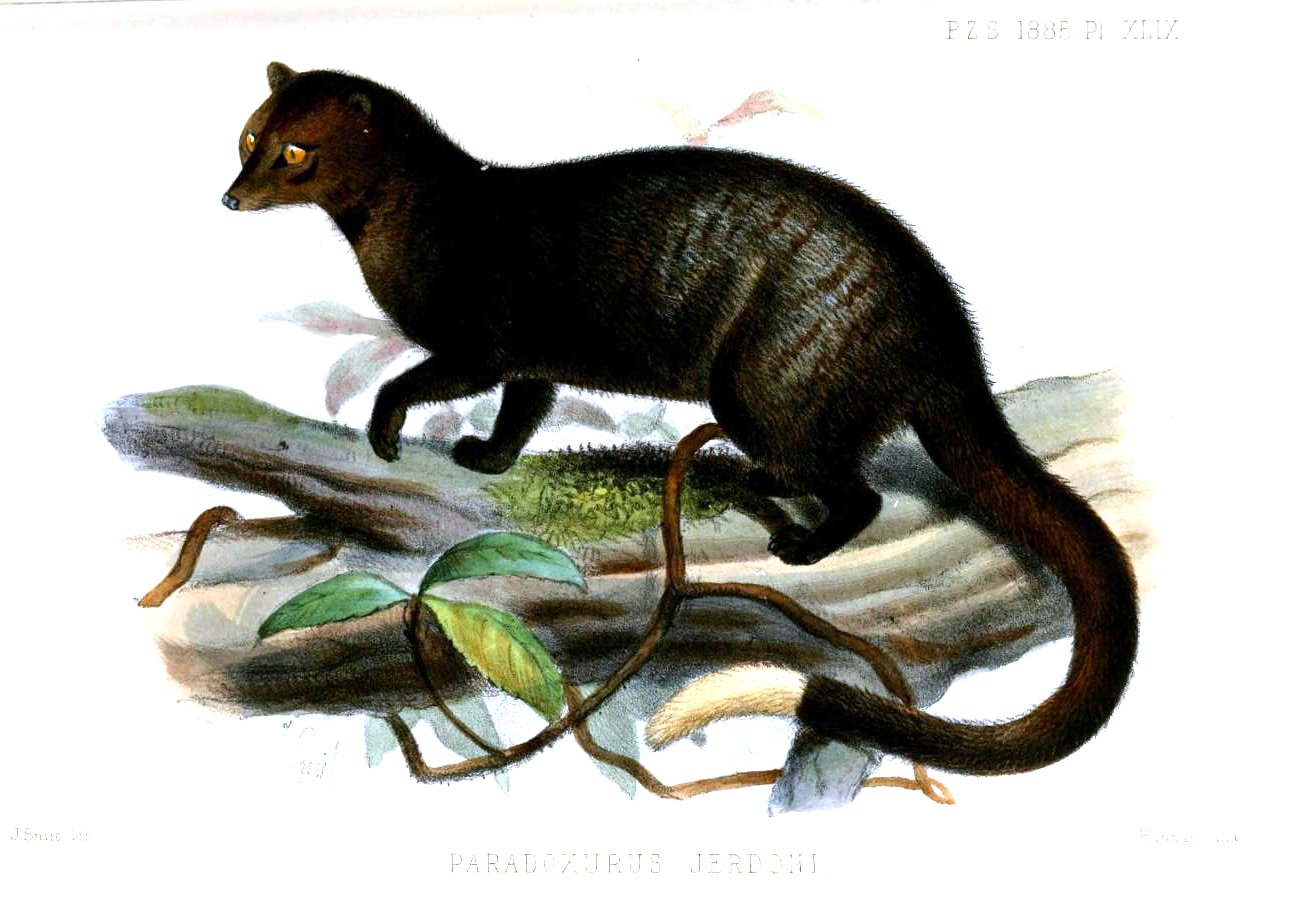
A faj ábrázolása 1885-ből

A Jerdon-pálmasodró (Paradoxurus jerdoni) vagy barna pálmasodró az emlősök (Mammalia) osztályába, a ragadozók (Carnivora) rendjébe, a macskaalkatúak (Feliformia) alrendjébe és a cibetmacskafélék (Viverridae) családjába tartozó pálmasodróformák (Paradoxurinae) alcsaládjába tartozó faj.
A fajt William Thomas Blanford írta le 1885-ben, egy Kodaikanalban gyűjtött koponya és szőrme alapján, és Thomas Caverhill Jerdon tiszteletére nevezte el Paradoxurus jerdoni-nak. A törzsalfajon kívüli egyetlen alfaját, a P. j. caniscust Reginald Innes Pocock írta le egy Virajpetben gyűjtött példány alapján.

## Megjelenése
A Jerdon-pálmasodrónak egyenletesen barna szőrzete van, amely a fej, a nyak, a vállak, a lábak és a farok körül sötétebb, és előfordulhat, hogy a bunda enyhén deres. Noha alfajait a szőrzet színe alapján írták le, valójában rendkívül sokféle lehet, a halvány sárgásbarnától vagy világosbarnától a sötétbarnáig változhat. Az egyébként sötét farok vége néha fehér vagy halványsárga lehet. A közönséges pálmasodróval (Paradoxurus hermaphroditus) ellentétben a testen vagy az arcon nincsenek elkülönülő mintázatok, azonban ehhez a fajhoz hasonló méretű, de hosszú és sima farokkal. Megkülönböztető jellegzetessége, hogy tarkóján fordított irányban nő a szőr, hasonlóan a ceyloni pálmasodróéhoz (P. zeylonensis). A hímek testtömege 3,6-4,3 kilogramm, a fej és a test együttes hossza 43-62, valamint a farok hossza 38-53 centiméter között változik.

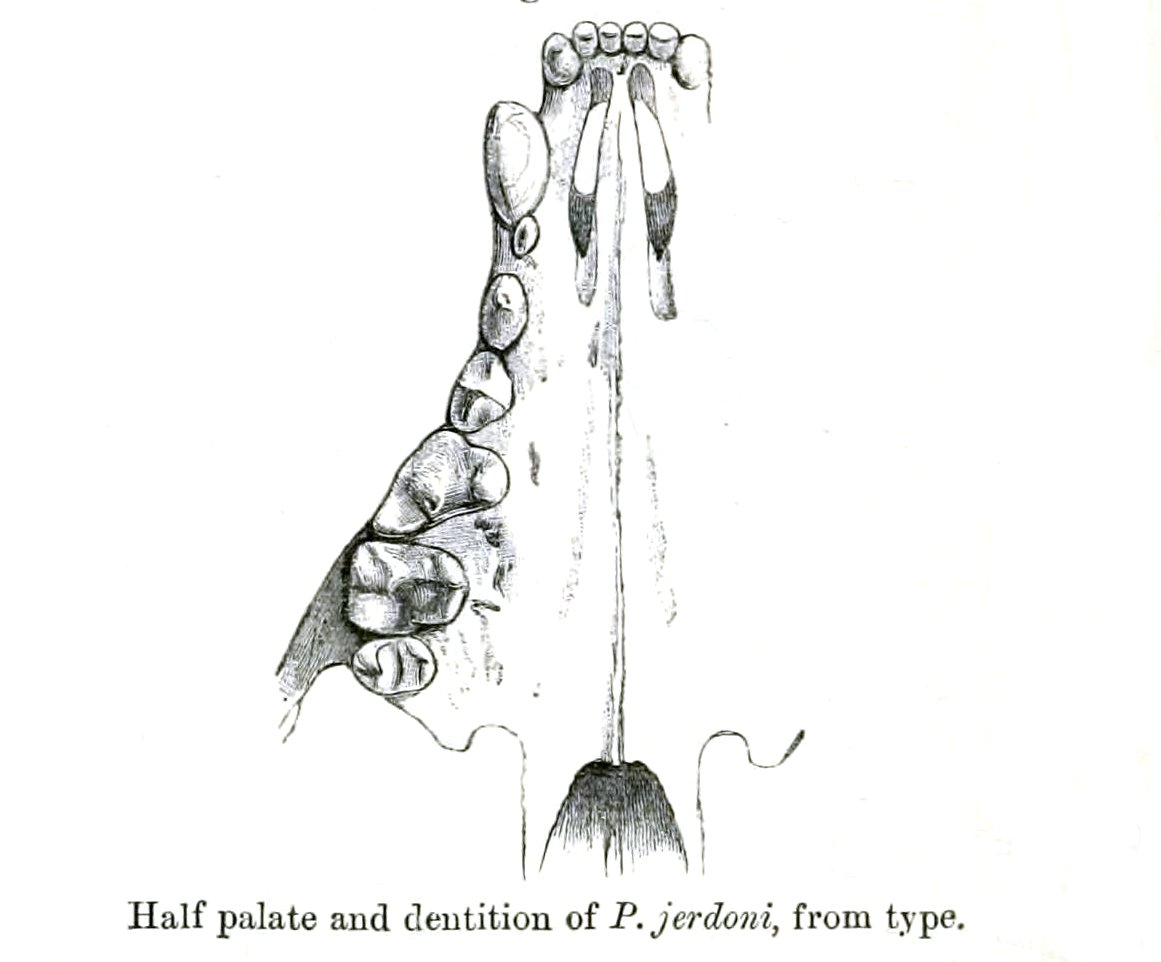
Felső fogazata

## Elterjedése, élőhelye
A Jerdon-pálmasodró dél-indiai elterjedési területe a Castle Rocktól a Nyugati-Ghátok déli részében lévő Kalakkad Mundanthurai Tigrisrezervátumig terjed. Az 500-1300 méteres tengerszint feletti magasság közt lévő esőerdőkben él; ezt a területet trópusi esőerdők maradványai tagolják a kávé- és teaültetvényekhez hasonló kereskedelmileg kihasznált foltok között. Az ilyen tájon való fennmaradása a területen előforduló gyümölcsfafajok sokféleségétől függ. Csak örökzöld esőerdőkből és az ezeken túli leromlott, korábban erdőkkel borított területekről, például kávéültetvényekből jegyezték fel, lombhullató erdőkből nincsenek róla feljegyzések. Előfordul az egybefüggő és a magas hegyvidéki, valamint a mesterséges ültetvények közötti erdőfoltokban; ezen ültetvényekkel határos közepes erdőtöredékekkel borított területeken nagyobb eséllyel fordul elő, mint a fák nélküli helyek által elszigetelt erdőfoltokban.

## Életmódja
A barna pálmasodrók éjszakai és magányos életmódúak, nappal búvóhelyükön, például fák odvaiban, lombkoronában lévő kúszónövény-gombolyagokban, indiai királymókusok (Ratufa indica) fészkében vagy ágvillákban pihennek. A nappali alvóhelyként használt fák nagyok és általában sűrű, magas lombkoronakapcsolattal rendelkező érett erdőkben találhatók; éjszaka azonban néha szabad ágakon alszanak.
A Nyugati-Ghátok esőerdeiben a barna pálmasodró az emlősök közül kulcsfontosságú terjesztője a magvaknak, mivel nagyrészt gyümölcsevő és sok növényfaj magját szórja szét. Több mint 53 őshonos és négy betelepített növényfaj gyümölcsét jegyezték fel táplálékaként, ezek étrendjének körülbelül 97%-át teszik ki. Leginkább az 1 centiméternél kisebb átmérőjű fák vagy liánok, ritkábban gyógynövények és cserjék terméseit fogyasztja. Ezen gyümölcsök közt vannak sokmagvú, pépes bogyók, közepes vagy magas víztartalmú csonthéjasok, illetve a 2 centiméternél nagyobb átmérőjű termések, például a Palaquium elliptticum, az Elaeocarpus serratus, a Holigarna nigra és a Knema attennuata fajok gyümölcsei. A gyümölcsök elérhetőségétől függően évről évre, de az éven belül is változik az étrendje. A gyümölcsökön kívül sokféle gerinces és gerinctelen állattal is táplálkozik, például madarakkal, rágcsálókkal és rovarokkal.

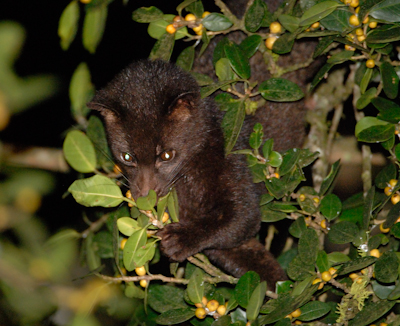
Barna pálmasodró fügét fogyaszt

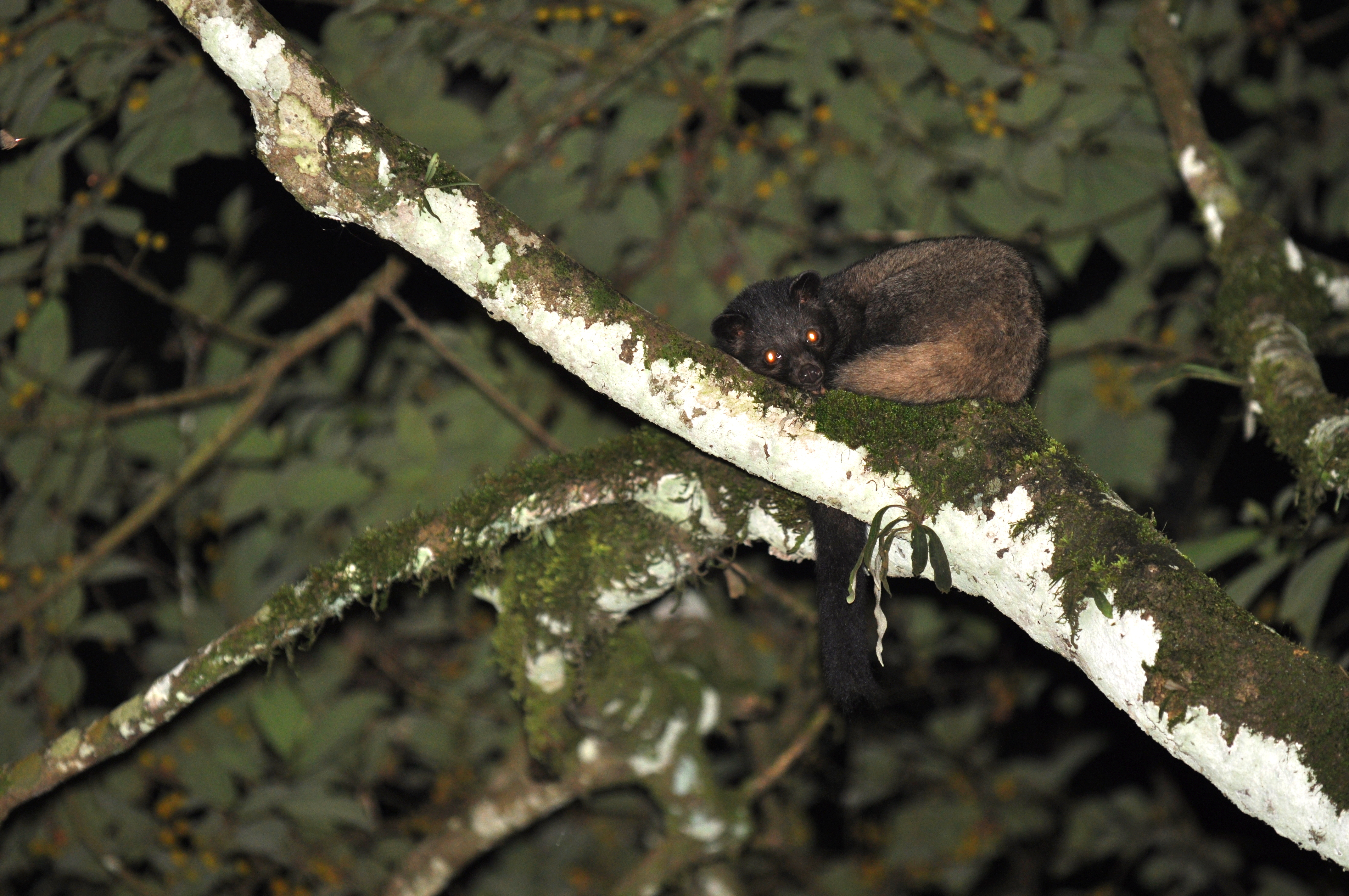
A barna pálmasodró nagyrészt falakó és éjszakai életmódú

A Jerdon-pálmasodró nagyrészt falakó (a rokon közönséges pálmasodróval szemben sokkal inkább), noha az élő és a kameracsapdázás sikerei azt jelzik, hogy rendszeresen lemászik a földre.

## Természetvédelmi helyzete
A fajt széles elterjedési területe és sok védett területen való előfordulása miatt a csak kevésbé aggodalmat adó kategóriába sorolják. Az élőhelyek pusztítása és a vadászat miatt azonban ezen területeken gyakran nincsenek nagy emlősök és madarak, például szarvascsőrűek vagy nagy galambfélék. Ezek miatt a barna pálmasodró a magvak terjesztőjeként és a biológiai sokféleség fenntartójaként fontossá válik az ember és hatása által érintett területeken.
A Jerdon-pálmasodrót a Természetvédelmi Világszövetség (IUCN) nem fenyegetettként tartja számon, ugyanis bár populációja Délnyugat-Indiára korlátozódik, elterjedési területe nagyobb, mint amekkora a mérsékelten fenyegetettként való besoroláshoz szükséges. Egyedszáma a formális állománybecslés hiányában is nyilvánvaló az erősen zavart és széttöredezett területeken, ahol az ültetvények által dominált tájakon sok állat él, és a több területen végzett felmérésekből ismert nagy populációja is jelzi, hogy állománya jóval meghaladja azt a szintet, hogy a mérsékelten fenyegetett kategóriába lehessen sorolni. Az elmúlt három nemzedékben (15 év) történt élőhelyveszteségek nem voltak elegendőek ahhoz, hogy az élőhelyalapú populációk csökkenése miatt a mérsékelten fenyegetett kategóriába kerüljön, és ezen helyzet hasonló marad a következő három generációban. Ha jelentősen felgyorsulna az élőhelyek elvesztése (beleértve a számos fajt eltartó kávé- és kardamomültetvények átalakítását teaültetvényekké vagy más nem mezőgazdaságilag használt területté), ezt a besorolást újra kellene értékelni.
A barna pálmasodrót korábban többnyire ritka fajnak tartották, de közelmúltbeli kutatások során viszonylag háborítatlan esőerdőkben, így például a Kalakkad Mundanthurai Tigrisrezervátumban, valamint a megmaradt őshonos növényzettel rendelkező erdőfoltokban, például a Valparai-fennsíkon találták meg. A Kalakkad Mundanthurai Tigrisrezervátumban ez a faj volt a leggyakrabban látott kisragadozó 1996 májusa és 1999 decembere között. Éjszakai és fán élő mivolta miatt nem határozták meg az állomány bőségét.
A faj állománya feltehetően csökkent a Nyugati-Ghátokban folyó erdőirtás fő korszaka alatt, az elmúlt néhány évtizedben azonban az erdők pusztulásának mértéke alacsony volt az elterjedési területén belül, és az élőhelyalapú élőhelycsökkenést is alacsonyra értékelik. A töredezett tájakkal szemben a faj toleráns. Elterjedési területének nagy részén nem valószínű, hogy a vadászat komoly fenyegetést jelentene, de a magántulajdonban lévő ültetvényeken az illegális vadászat továbbra is gyakori, és néhány példány kétségtelenül elpusztul, de ez valószínűleg nem elég ahhoz, hogy csökkenést okozzon. A mezőgazdaság és az emberek általi betelepülés közepette leromlott és feldarabolódott erdőkből származó számos friss adat azt jelzi, hogy jelenleg nyilvánvaló rövid távú természetvédelmi szükséglet nincs a barna pálmasodrót illetően.

## Fordítás
Ez a szócikk részben vagy egészben  a   Brown palm civet című angol Wikipédia-szócikk ezen változatának fordításán alapul.  Az eredeti cikk szerkesztőit annak laptörténete sorolja fel. Ez a jelzés csupán a megfogalmazás eredetét és a szerzői jogokat jelzi, nem szolgál a cikkben szereplő információk forrásmegjelöléseként.